# Campeonato da NACAC de Atletismo de 2018
A 3ª edição do Campeonato da NACAC de Atletismo foi um campeonato regional de atletismo organizado pela NACAC no estádio Varsity Stadium, na cidade de Toronto, no Canadá. Um total de 42 eventos foi disputado, contando com a presença de 319 atletas de 29 nacionalidades.  O vencedor de cada evento qualificou-se para a competição dos Jogos Pan-Americanos de 2019, que foi realizado em Lima, Peru. 

## Medalhistas
Resultados completos foram publicados. 

### Masculino
| Evento                      | Ouro                                                                                 | Ouro     | Prata                                                                          | Prata    | Bronze                                                                              | Bronze            |
| --------------------------- | ------------------------------------------------------------------------------------ | -------- | ------------------------------------------------------------------------------ | -------- | ----------------------------------------------------------------------------------- | ----------------- |
| 100 metros                  | Tyquendo Tracey (JAM)                                                                | 10.03    | Kendal Williams (USA)                                                          | 10.11    | Cameron Burrell (USA)                                                               | 10.12             |
| 200 metros                  | Kyle Greaux (TRI)                                                                    | 20.11    | Aaron Brown (CAN)                                                              | 20.20    | Nigel Ellis (JAM)                                                                   | 20.57             |
| 400 metros                  | Demish Gaye (JAM)                                                                    | 45.47    | Nery Brenes (CRC)                                                              | 45.67    | Fitzroy Dunkley (JAM)                                                               | 45.76             |
| 800 metros                  | Brandon McBride (CAN)                                                                | 1:46.14  | Marco Arop (CAN)                                                               | 1:46.82  | Wesley Vázquez (PUR)                                                                | 1:47.63           |
| 1 500 metros                | Izaic Yorks (USA)                                                                    | 3:51.85  | Patrick Casey (USA)                                                            | 3:51.87  | Charles Philibert-Thiboutot (CAN)                                                   | 3:52.60           |
| 5 000 metros                | Hassan Mead (USA)                                                                    | 14:00.18 | Riley Masters (USA)                                                            | 14:01.04 | Justyn Knight (CAN)                                                                 | 14:01.77          |
| 10 000 metros               | Lopez Lomong (USA)                                                                   | 29:49.03 | Elkanah Kibet (USA)                                                            | 29:51.37 | Reed Fischer (USA)                                                                  | 29:53.63          |
| 20 km marcha atlética       | Evan Dunfee (CAN)                                                                    | 1:25:39  | Nick Christie (USA)                                                            | 1:30:11  | John Cody Risch (USA)                                                               | 1:36:05           |
| 110 metros barreiras        | Hansle Parchment (JAM)                                                               | 13.28    | Aleec Harris (USA)                                                             | 13.49    | Shane Brathwaite (BAR)                                                              | 13.52             |
| 400 metros barreiras        | Kyron McMaster (IVB)                                                                 | 48.18    | Annsert Whyte (JAM)                                                            | 48.91    | Khallifah Rosser (USA)                                                              | 49.13             |
| 3.000 metros com obstáculos | Andy Bayer (USA)                                                                     | 8:28.55  | Travis Mahoney (USA)                                                           | 8:29.29  | Jordan Mann (USA)                                                                   | 8:45.14           |
| 4×100 metros estafetas      | Canadá · Bismark Boateng · Jerome Blake · Mobolade Ajomale · Aaron Brown             | 38.57    | Barbados · Shane Brathwaite · Mario Burke · Burkheart Ellis Jr · Jaquone Hoyte | 38.69    | Trinidad e Tobago · Nathan Farinha · Jonathan Farinha · Jalen Purcell · Kyle Greaux | 38.89             |
| 4×400 metros estafetas      | Estados Unidos · Nathan Strother · Obi Igbokwe · Michael Cherry · Kahmari Montgomery | 3:00.60  | Bahamas · O'Jay Ferguson · Teray Smith · Michael Mathieu · Alonzo Russell      | 3:03.80  | Cuba · Leandro Zamora · Adrián Chacón · Rubén Caballero · Yoandys Lescay            | 3:04.11           |
| Salto em altura             | Jeron Robinson (USA)                                                                 | 2.28 m   | Michael Mason (CAN)                                                            | 2.28 m   | Doonald Thomas (BAH) · Django Lovett · Canadá                                       | 2.28 m            |
| Salto com vara              | Scott Houston (USA)                                                                  | 5.45 m   | Shawnacy Barber (CAN)                                                          | 5.40 m   | Não foi concedido                                                                   | Não foi concedido |
| Salto em comprimento        | Marquis Dendy (USA)                                                                  | 8.29 m   | Tajay Gayle (JAM)                                                              | 8.24 m   | Ramone Bailey (JAM)                                                                 | 8.09 m            |
| Salto triplo                | Jordan Díaz (CUB)                                                                    | 16.83 m  | Chris Benard (USA)                                                             | 16.73 m  | KeAndre Bates (USA)                                                                 | 16.65 m           |
| Arremesso de peso           | Darrell Hill (USA)                                                                   | 21.68 m  | Tim Nedow (CAN)                                                                | 21.02 m  | O'Dayne Richards (JAM)                                                              | 20.89 m           |
| Lançamento de disco         | Fedrick Dacres (JAM)                                                                 | 68.47 m  | Traves Smikle (JAM)                                                            | 65.46 m  | Reggie Jagers (USA)                                                                 | 62.70 m           |
| Lançamento do martelo       | Roberto Sawyers (CRC)                                                                | 72.94 m  | Alex Young (USA)                                                               | 72.75 m  | Adam Keenan (CAN)                                                                   | 72.72 m           |
| Lançamento do dardo         | Anderson Peters (GRN)                                                                | 79.65 m  | Curtis Thompson (USA)                                                          | 76.02 m  | Markim Felix (GRN)                                                                  | 75.14 m           |

- Apenas três competidores estavam inscritos no salto em altura masculino, com o terceiro colocado não registrando altura. Isso significa que a medalha de bronze não foi concedida.

### Feminino
| Evento                      | Ouro                                                                               | Ouro     | Prata                                                                                | Prata    | Bronze                                                                          | Bronze   |
| --------------------------- | ---------------------------------------------------------------------------------- | -------- | ------------------------------------------------------------------------------------ | -------- | ------------------------------------------------------------------------------- | -------- |
| 100 metros                  | Jenna Prandini (USA)                                                               | 10.96    | Jonielle Smith (JAM)                                                                 | 11.07    | Crystal Emmanuel (CAN)                                                          | 11.11    |
| 200 metros                  | Shericka Jackson (JAM)                                                             | 22.64    | Crystal Emmanuel (CAN)                                                               | 22.67    | Phyllis Francis (USA)                                                           | 22.91    |
| 400 metros                  | Stephenie Ann McPherson (JAM)                                                      | 51.15    | Aiyanna Stiverne (CAN)                                                               | 52.00    | Brionna Thomas (USA)                                                            | 52.19    |
| 800 metros                  | Ajee Wilson (USA)                                                                  | 1:57.52  | Natoya Goule (JAM)                                                                   | 1:57.95  | Rosemary Almanza (CUB)                                                          | 2:00.15  |
| 1 500 metros                | Kate Grace (USA)                                                                   | 4:06.23  | Shannon Osika (USA)                                                                  | 4:06.92  | Gabriela Stafford (CAN)                                                         | 4:07.36  |
| 5 000 metros                | Rachel Schneider (USA)                                                             | 15:26.19 | Lauren Paquette (USA)                                                                | 15:39.40 | Kate Van Buskirk (CAN)                                                          | 15:50.35 |
| 10 000 metros               | Marielle Hall (USA)                                                                | 33:27.19 | Rochelle Kanuho (USA)                                                                | 33:28.33 | Rachel Cliff (CAN)                                                              | 33:30.16 |
| 20 km marcha atlética       | Maria Michta-Coffey (USA)                                                          | 1:36:34  | Mirna Ortiz (GUA)                                                                    | 1:38:36  | Katie Burnett (USA)                                                             | 1:39:31  |
| 100 metros barreiras        | Kendra Harrison (USA)                                                              | 12.55    | Danielle Williams (JAM)                                                              | 12.61    | Andrea Vargas (CRC)                                                             | 12.91    |
| 400 metros barreiras        | Shamier Little (USA)                                                               | 53.32    | Janieve Russell (JAM)                                                                | 53.81    | Georganne Moline (USA)                                                          | 54.26    |
| 3.000 metros com obstáculos | Mel Lawrence (USA)                                                                 | 9:45.36  | Emily Oren (USA)                                                                     | 9:56.66  | Megan Rolland (USA)                                                             | 9:59.85  |
| 4×100 metros estafetas      | Estados Unidos · Kiara Parker · Shania Collins · Dezerea Bryant · Jenna Prandini   | 42.50    | Jamaica · Shelly-Ann Fraser-Pryce · Jura Levy · Jonielle Smith · Shericka Jackson    | 43.33    | Canadá · Shaina Harrison · Crystal Emmanuel · Phylicia George · Jellisa Westney | 43.50    |
| 4×400 metros estafetas      | Estados Unidos · Briana Guillory · Jasmine Blocker · Kiana Horton · Courtney Okolo | 3:26.08  | Jamaica · Stephenie Ann McPherson · Tiffany James · Anastasia Le-Roy · Christine Day | 3:27.25  | Canadá · Micha Powell · Aiyanna Stiverne · Travia Jones · Alicia Brown          | 3:28.04  |
| Salto em altura             | Levern Spencer (LCA)                                                               | 1.91 m   | Elizabeth Patterson (USA)                                                            | 1.88 m   | Loretta Blaut (USA)                                                             | 1.82 m   |
| Salto com vara              | Katie Nageotte (USA)                                                               | 4.75 m   | Yarisley Silva (CUB)                                                                 | 4.70 m   | Sandi Morris (USA)                                                              | 4.65 m   |
| Salto em comprimento        | Sha'Keela Saunders (USA)                                                           | 6.60 m   | Quanesha Burks (USA)                                                                 | 6.59 m   | Tisanna Hickling (JAM)                                                          | 6.38 m   |
| Salto triplo                | Shanieka Ricketts (JAM)                                                            | 14.25 m  | Tori Franklin (USA)                                                                  | 14.09 m  | Thea Lafond (DMA)                                                               | 13.74 m  |
| Arremesso de peso           | Maggie Ewen (USA)                                                                  | 18.22 m  | Cleopatra Borel (TRI)                                                                | 17.83 m  | Jessica Ramsey (USA)                                                            | 17.80 m  |
| Lançamento de disco         | Yaime Pérez (CUB)                                                                  | 61.97 m  | Valarie Allman (USA)                                                                 | 59.67 m  | Maggie Ewen (USA)                                                               | 59.00 m  |
| Lançamento do martelo       | DeAnna Price (USA)                                                                 | 74.60 m  | Jillian Weir (CAN)                                                                   | 71.96 m  | Brooke Andersen (USA)                                                           | 70.05 m  |
| Lançamento do dardo         | Ariana Ince (USA)                                                                  | 59.59 m  | Bethany Drake (USA)                                                                  | 54.07 m  | Coralys Ortiz (PUR)                                                             | 53.11 m  |

## Quadro de medalhas
| Ordem | País                     | Medalha de ouro | Medalha de prata | Medalha de bronze | Total |
| ----- | ------------------------ | --------------- | ---------------- | ----------------- | ----- |
| 1     | Estados Unidos           | 25              | 19               | 17                | 61    |
| 2     | Jamaica                  | 7               | 9                | 5                 | 21    |
| 3     | Canadá                   | 3               | 8                | 10                | 21    |
| 4     | Cuba                     | 2               | 1                | 2                 | 5     |
| 5     | Costa Rica               | 1               | 1                | 1                 | 3     |
| 5     | Trinidad e Tobago        | 1               | 1                | 1                 | 3     |
| 7     | Granada                  | 1               | 0                | 1                 | 2     |
| 8     | Ilhas Virgens Britânicas | 1               | 0                | 0                 | 1     |
| 8     | Santa Lúcia              | 1               | 0                | 0                 | 1     |
| 10    | Bahamas                  | 0               | 1                | 1                 | 2     |
| 10    | Barbados                 | 0               | 1                | 1                 | 2     |
| 12    | Guatemala                | 0               | 1                | 0                 | 1     |
| 13    | Porto Rico               | 0               | 0                | 2                 | 2     |
| 14    | Dominica                 | 0               | 0                | 1                 | 1     |
| Total | Total                    | 42              | 42               | 42                | 126   |

## Participantes
Participaram 319 atletas de 29 nacionalidades.
| - Anguila (1) - Antígua e Barbuda (1) - Aruba (1) - Bahamas (13) - Barbados (14) - Bermudas (4) - Ilhas Virgens Britânicas (10) - Canadá (48) - Ilhas Caimã (1) - Costa Rica (5) | - Cuba (14) - Dominica (2) - República Dominicana (3) - Granada (3) - Guatemala (1) - Haiti (9) - Honduras (2) - Jamaica (40) - México (4) - Monserrate (2) | - Porto Rico (6) - São Cristóvão e Neves (5) - Santa Lúcia (1) - São Vicente e Granadinas (7) - El Salvador (2) - Trinidad e Tobago (19) - Turcas e Caicos (6) - Estados Unidos (94) - Ilhas Virgens Americanas (1) |

Legenda
| Recorde mundial       | Recorde mundial (World record)               |                       | Recorde africano                      | Recorde africano (African) |                                           | Q | Classificado por posição (Qualified) |
| Recorde do campeonato | Recorde do campeonato (Championship record)  | Recorde da América    | Recorde da América (Americas)         | q                          | Classificado por melhor tempo (Qualified) |   |                                      |
| Melhor marca do ano   | Melhor marca do ano (World leading)          | Recorde asiático      | Recorde asiático (Asian)              | DNS                        | Não largou (Did not start)                |   |                                      |
| Recorde nacional      | Recorde nacional (National record)           | Recorde europeu       | Recorde europeu (European)            | DNF                        | Não terminou (Did not finish)             |   |                                      |
| Recorde pessoal       | Recorde pessoal do atleta (Personal best)    | Recorde da Oceania    | Recorde da Oceania (Oceania)          | DSQ / DQ                   | Desclassificado (Disqualified)            |   |                                      |
| Recorde da temporada  | Recorde da temporada do atleta (Season best) | Recorde sul-americano | Recorde sul-americano (South America) | NM                         | Sem marca (No mark)                       |   |                                      |